# یوردهای میرکی
یوردهای میرکی، روستایی از توابع بخش مرکزی، شهرستان سروستان در استان فارس ایران است.

## جمعیت
این روستا براساس سرشماری مرکز آمار ایران در سال ۱۳۸۵، جمعیت آن ۲۱ نفر بوده‌است.